# 塔夫茨医疗中心站
塔夫茨医疗中心站（英語：Tufts Medical Center station）位于波士顿市中心，是地铁橙线和快捷公交银线换乘车站。车站主出入口建在横跨华盛顿街街道的塔夫茨医疗中心下方临近道路处。
车站地下橙线站台由两个側式月台组成，银线巴士停在车站主出入口的街道两侧。与橙线其他车站一样，塔夫茨医疗中心站是无障碍车站。

## 历史
695号州际高速工程中需要将华盛顿街高架（现在的地铁橙线）改道，1968年9月，马萨诸塞湾交通局开始搭建南湾站车站外壳和南湾隧道。规划中，橙线新线路将沿着西南走廊地区I-95州际高速延长线的中央隔离带行驶，并取代开往尼德姆的铁路尼德姆线。由于缺乏联邦资金支持，马萨诸塞湾交通局在当地发型债券基金筹集了1330万美元。1972年，隧道及车站建设工程竣工。1971年，由于当地居民反对，I-695计划取消，华盛顿街高架继续使用高架车站，南湾隧道及车站闲置在此。

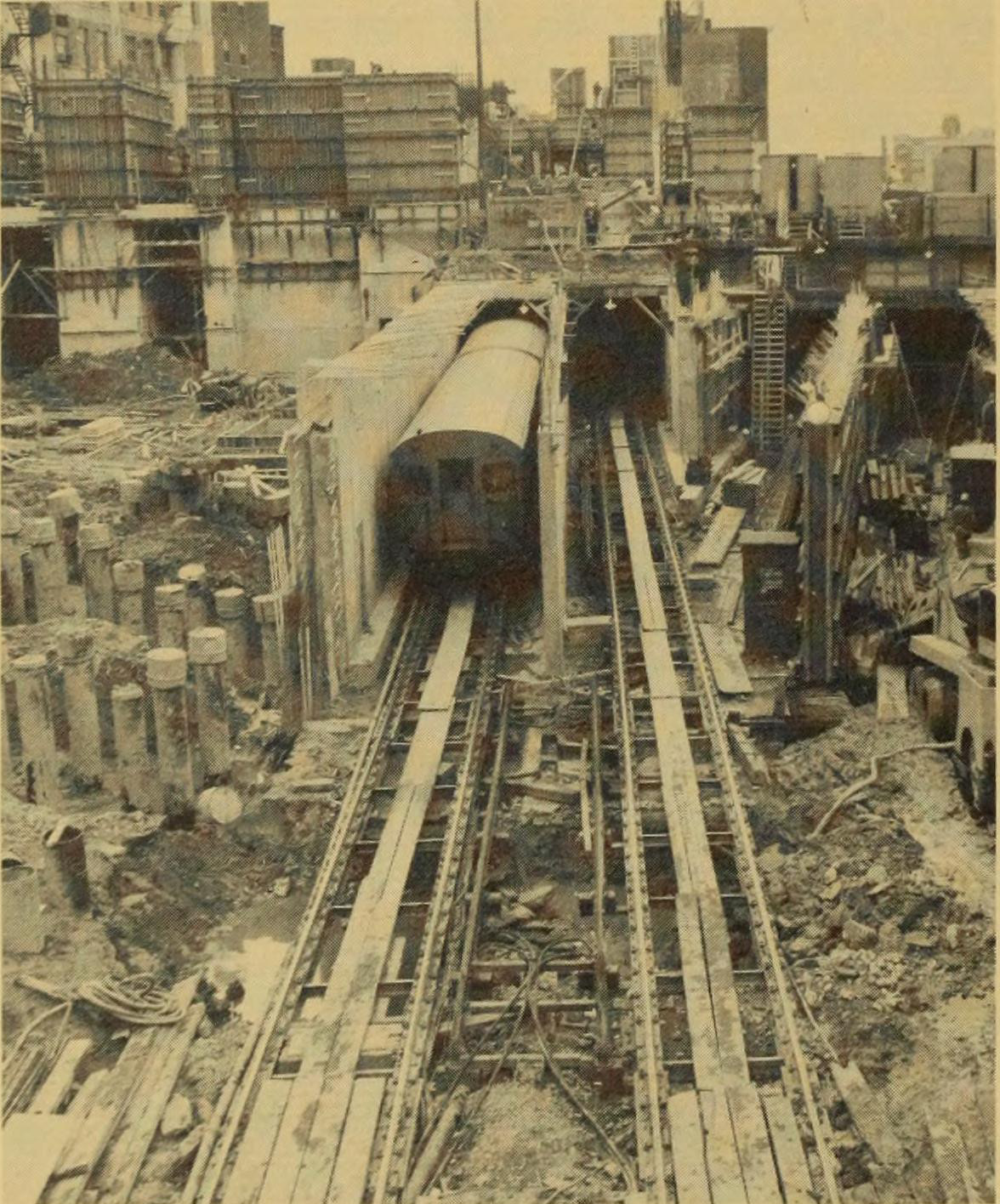
1971年3月，南湾隧道（右侧）正在建造中

1973年，将I95州际公路延伸至波士顿市中心的计划落空后，州政府转而期盼橙线和通勤铁路共用西南走廊。1975年，马萨诸塞湾交通局向联邦申请2900万美元，用于延长南湾隧道和南湾站内部装修。1979年，西南走廊上的工程终于开工，1987年5月4日，新英格兰医疗中心站至森林山站的一共9座车站正式竣工并同时投入使用。
华盛顿街往返于市中心和达德利广场的银线快捷公交服务于2002年7月20日开通，替代了原先的49路公交车。银线SL4号线于2009年10月15日开通。
2010年，新英格兰医疗中心更名为塔夫茨医疗中心后，车站随即更名为塔夫茨医疗中心站。

## 车站结构

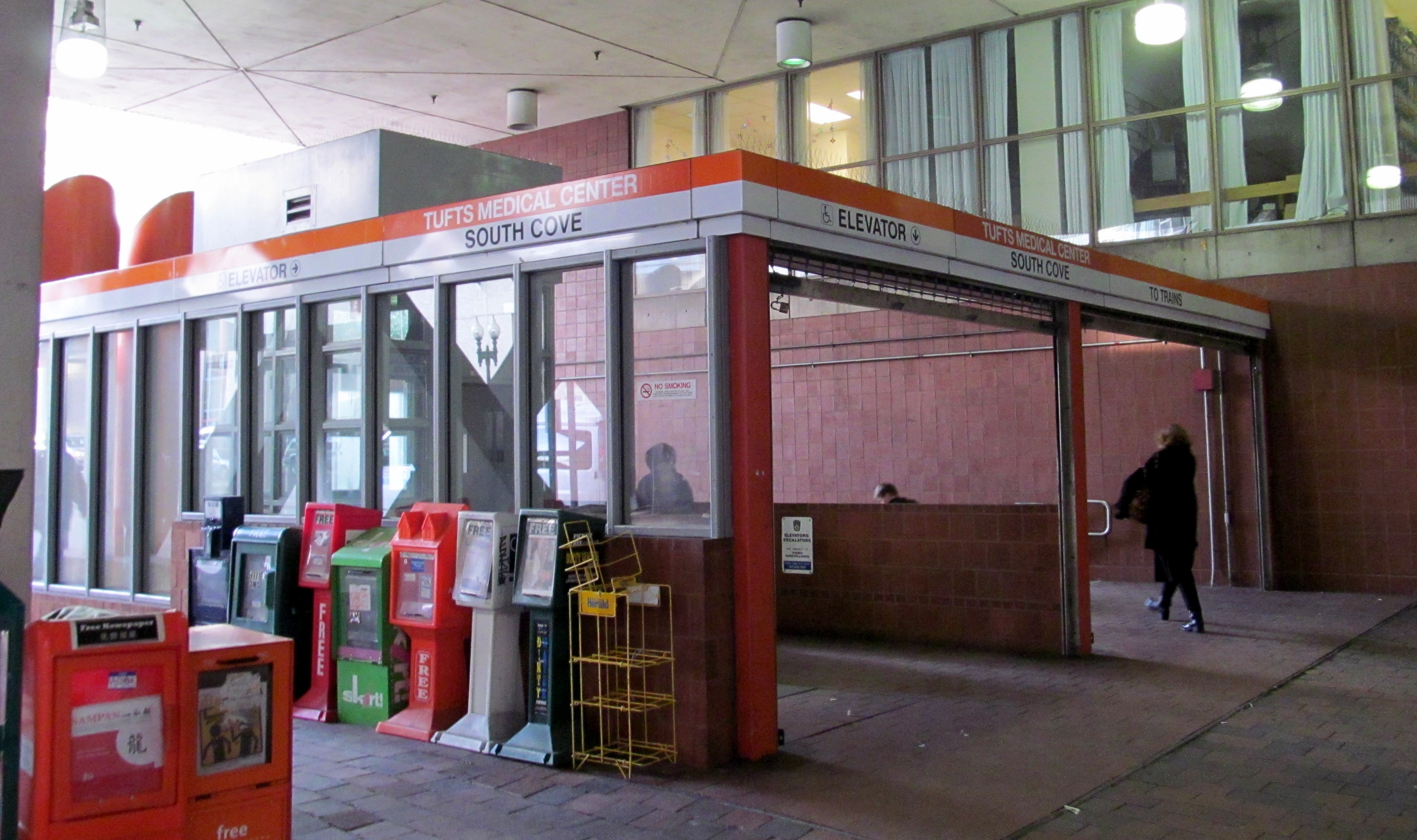
地铁站主出入口坐落于横跨华盛顿街的塔夫茨医疗中心悬挂部分正下方。

车站建造在南湾隧道市区重建区域下方，因此车站建造时不像唐人街站、市中心十字站或者州街站那样受到现有建筑的影响，限制了车站的建造。车站建造时该区域被拆除清空为空地，可以简单的挖深坑再修建车站，因此塔夫茨医疗中心站有一个夹层大厅，作为售票及检票区域。车站站台更加宽阔，车站天花板更高，入城及出城方向站台正对布置。
不像其他老旧的车站，塔夫茨医疗中心站只在华盛顿街西侧有一个主出入口。特里蒙特街于橡树街路口设有另一个出入口，但是该出入口没有电梯。

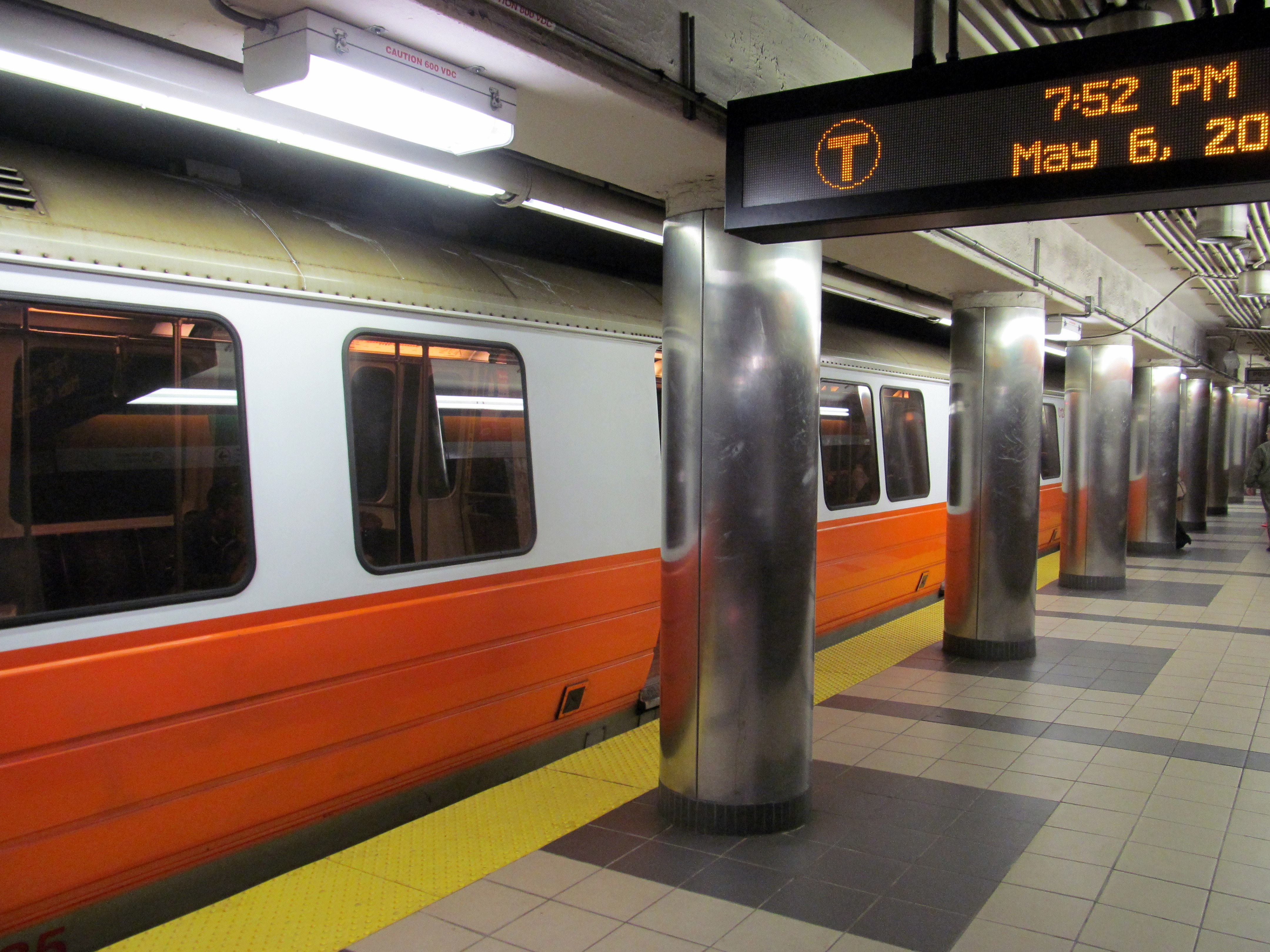
乾草市場站的波士頓地鐵橙線入城列車

| G    | 地面               | 出入口                         |
| 夹层 | -                  | 站台间过道，检票口，通往出入口 |
| 站台 | 侧式月台，右侧开门 | 侧式月台，右侧开门             |
| 站台 | 南行               | 往森林山 （后湾）              |
| 站台 | 北行               | 往橡树林 （唐人街）            |
| 站台 | 侧式月台，右侧开门 |                                |

## 公共艺术
1990年前后，作为地铁艺术项目的一部分，现代艺术设计师为车站增添了四副抽象作品，起名为旅行队（英語：Caravan）。铝制浮雕为理查德·古贝尼克设计，被安装在车站站台电动扶梯旁的墙上。森林山站到塔夫茨医疗中心站之间的每一座车站入口外侧都设有一个刻字花岗岩柱。塔夫茨医疗中心站的花岗岩柱上雕刻的是玛丽亚·戈德特的短诗《花园里的宜先生》（英語：Mr. Yee is in the Garden）和任璧莲的《伟大的世界变了》（英語：The Great World Transformed）。

## 公交换乘

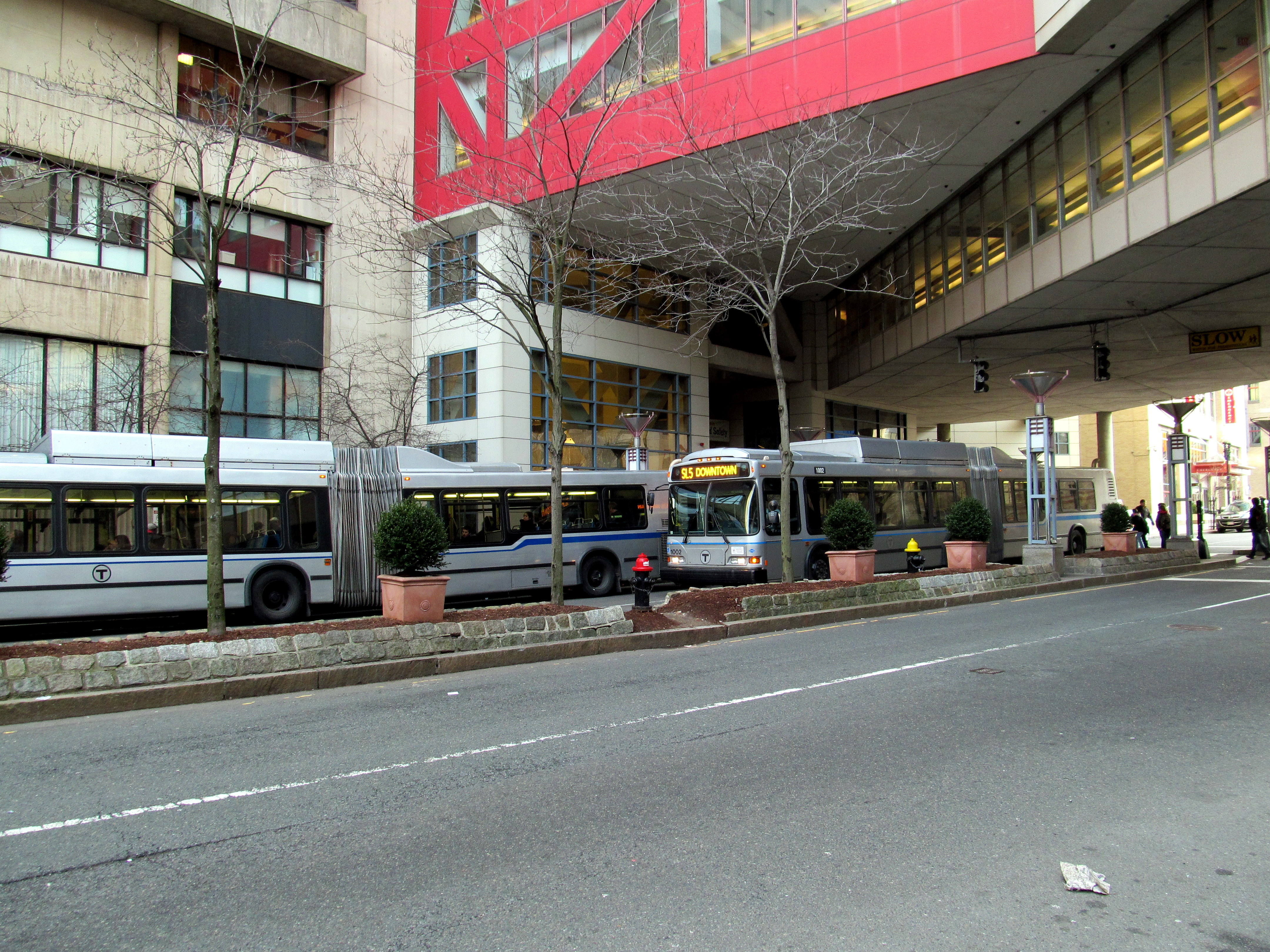
开往波士顿市中心及波士顿南站的银线公交（2012）

空间公交银线的SL4号线和SL5号线均经停塔夫茨医疗中心站。SL4号线从达德利广场站开往波士顿南站，SL5号线则开往市中心十字站和博伊尔斯顿站。
- 11：城市点 - 贝维尤 - 市中心十字站
- 43：拉格尔斯站（英语：Ruggles (MBTA station)） - 特里蒙特街（英语：Tremont Street） - 公园街站